# Veitsch
Veitsch är en ort i kommunen Sankt Barbara im Mürztal i distriktet Bruck-Mürzzuschlag i förbundslandet Steiermark i Österrike. 
Veitsch  var tidigare en självständig kommun, men blev 1 januari 2015 en del av nybildade kommunen Sankt Barbara im Mürztal.
Kommunen bestod av fyra orter (Ortschaften) (inom parentes invånarantal 1 januari 2024):
- Großveitsch (807)
- Kleinveitsch (377)
- Niederaigen (583)
- Veitsch (368)